# Графство Олденбург
Графството Олденбург (на немски: Grafschaft Oldenburg; на латински: Oldenburgensis; Oldenburgicus Comitatus) е територия на Свещената Римска империя от 1091 до 1774 г.

## История
Графството се създава около селището Олденбург, което е споменато за пръв път през 1108 г. Олденбургските графове произлизат от княжеска фамилия от фризийското племе рюстринги. Те са първо васали на саксонския княз Хайнрих Лъва от Велфите. Олденбургските графове стават самостоятелни, след като Фридрих I Барбароса отстранява Хайнрих Лъва от власт.
Фамилията на Олденбургите получава по-голямо значение, след като граф Дитрих фон Олденбург († 1440) се жени през 1423 г. за дъщеря на Герхард VI фон Шлезвиг-Холщайн-Рендсбург. През 1448 г. неговият най-голям син граф Кристиан († 1481) става крал на Дания.
През 1774. управляваното от датски щатхалтери графство е въздигнато от император Йозеф II в ранг на херцогство и започва да се нарича Херцогство Олденбург.